# KwaGuqa
KwaGuqa este un oraș din provincia Mpumalanga, Africa de Sud.